# 5288 Nankichi
5288 Nankichi este un asteroid din centura principală, descoperit pe 3 decembrie 1989, de Yoshikane Mizuno și Toshimasa Furuta.